# Биконя Оксана Павлівна
Оксана Павлівна Биконя (нар. 15 грудня 1971, с. Жовтневе Миколаївської області) — українська науковиця, авторка підручників та навчальних посібників з методики викладання іноземних мов, викладачка, доктор педагогічних наук, професор.
Зробила значний внесок у розвиток навчання ділової усної та писемної англійської мови в Україні та країнах СНД.

## Життєпис
Оксана Биконя народилася 15 грудня 1971 року в селі Жовтневе (нині Новомихайлівське) Врадіївського району Миколаївської області, у сім'ї військового і операційної медичної сестри — Карлович Павла Васильовича і Карлович Ніни Михайлівни.
Закінчила середню школу № 2 у місті Чернігів.
У 1996 році закінчила Далекосхідний державний університет у місті Владивосток, має диплом за спеціальністю «філолог, викладач англійської мови та літератури зі спеціальності «Філологія».
З 1989 по 1990 рік працювала лаборанткою воєнної кафедри Далекосхідного державного університету у місті Владивосток.
З 1990 року по 1996 рік навчалася в Далекосхідному державному університеті м. Владивосток.
Після закінчення Далекосхідного державного університету з 1996 по 1998 рік працювала викладачкою кафедри іноземних мов по 10 розряду в Далекосхідному державному технічному університеті. У 1998 році була обрана по конкурсу викладачкою кафедри іноземних мов по 11 розряду.
З 1998 по 1999 рік працювала асистенткою кафедри іноземних мов по 11 розряду в Далекосхідному державному технічному рибогосподарському університеті міста Владивосток.
З 1999 по 2005 рік працювала старшою викладачкою кафедри іноземних мов Інституту муніципального менеджменту та бізнесу в місті Чернігів.
З 2002 по 2005 рік була здобувачкою кафедри методики викладання іноземних мов Київського державного лінгвістичного університету.
З 2005 по 2008 рік працювала старшою викладачкою кафедри іноземних мов Чернігівського інституту менеджменту та підприємництва, відокремленого підрозділу Української академії бізнесу та підприємництва.
У 2006 році захистила кандидатську дисертацію у спеціалізованій вченій раді у Київському національному лінгвістичному університету за напрямом 13.00.02 — теорія та методика навчання: германські мови. Тема дисертації: «Навчання майбутніх економістів ділових усних та писемних переговорів англійською мовою». Отримала науковий ступінь кандидата педагогічних наук 12 жовтня 2006 р. (Диплом: ДК № 036260).
З 2008 по 2010 рік працювала завідувачкою кафедри гуманітарних дисциплін Чернігівського факультету бізнесу Української академії бізнесу та підприємництва.
З 2010 по 2011 рік працювала доцентом кафедри мов та методики їх викладання у початковій школі Чернігівського національного педагогічного університету імені Т. Г. Шевченка.
У 2011 році отримала вчене звання доцента кафедри мов та методики їх викладання у початковій школі (протокол № 1/01-Д).
З 2011 по 2014 рік навчалася в докторантурі з відривом від виробництва на кафедрі методики викладання іноземних мов (тепер — кафедра методики викладання іноземних мов й інформаційно-комунікаційних технологій) Київського національного лінгвістичного університету.
У 2014 працювала доцентом кафедри мов та методики їх викладання Чернігівського національного педагогічного університету імені Т. Г. Шевченка, зараз це — Національний університет «Чернігівський колегіум» імені Т. Г. Шевченка.
Зараз працює в Академії Державної пенітенціарної служби України в м. Чернігові.
Оксана Биконя захистила 16 січня 2018 року дисертацію «Теоретико-методичні засади самостійної позааудиторної роботи з англійської мови студентів економічних спеціальностей» на здобуття наукового ступеня доктора педагогічних наук за спеціальністю 13.00.02 — теорія і методика навчання: германські мови.

## Особисте життя
Зараз проживає у місті Чернігів, Україна.
Одружена. Має доньок Дар'ю (1992) та Домініку (2007) і сина Артура (2000).

## Наукові праці та навчальні підручники
Авторка 7 підручників з англійської мови, рекомендованих МОН України, з них 2 комп’ютерні диски для роботи в інформаційно-комунікаційному середовищі.
Має 98 наукових та науково-методичних праць, з них 51 — у фахових виданнях.

### Навчальні підручники
1. Навчальний посібник «Ділова англійська мова» для студентів, аспірантів та викладачів спеціальностей, пов’язаних з менеджментом, маркетингом, економікою тощо, а також для тих, хто займається організацією та практикою зовнішньоекономічною діяльності. Посібник складається з дванадцяти розділів (Units 1—12), англо-українського словника (вокабуляра) до даного посібника. Запропонований комплекс вправ та завдань реалізується на основі кредитно-модульної організації навчання та враховує різний рівень підготовки студентів, різний рівень швидкості сприйняття та засвоєння матеріалу, сприяє індивідуалізованому вирішенню проблем, які виникають у процесі самостійної підготовки до заняття. Оригінальні англомовні тексти з численними вправами та завданнями висвітлюють різні аспекти англійського ділового спілкування[3].
2. Навчально-методичний посібник «Ділова англійська мова: Книга для викладача» з комп'ютерною підтримкою призначена для викладачів та аспірантів спеціальностей, пов'язаних з менеджментом, маркетингом, економікою, а також для тих, хто займається організацією та практикою зовнішньоекономічною діяльності. Посібник складається з методичних рекомендацій, тестів, ключів до дванадцяти розділів (Units 1—12) навчального посібника «Ділова англійська мова», рольових ігор «Ділові переговори», мовного матеріалу щодо ведення ділових переговорів, англо-українського словника (вокабуляра) до кожного розділу в навчальному посібнику «Ділова англійська мова». До посібника додається комплекс комп'ютерних вправ, зроблених у текстовому редакторі, на CD. Запропонований комплекс комп'ютерних вправ та завдань реалізується на основі кредитно-модульної організації навчання та враховує різний рівень підготовки студентів, різний рівень швидкості сприйняття та засвоєння матеріалу, сприяє індивідуалізованому вирішенню проблем, які виникають у процесі самостійної підготовки до заняття. Оригінальні англомовні тексти з численними вправами та завданнями висвітлюють різні аспекти англійського ділового спілкування. Всі права застережені. Жодна частина не може бути передрукована або передана в будь-якій формі або будь-яким способом, електронним або механічним, включаючи фотокопіювання, запис, інформаційне збереження та систему відновлення[4].
3. В посібнику «Завдання для самостійної роботи з англійської мови за професійним спрямуванням» пропонуються завдання для самостійного опрацювання студентам економічних спеціальностей, аспірантам та викладачам спеціальностей, пов’язаних з менеджментом, маркетингом, економікою тощо, а також для тих, хто займається організацією та практикою зовнішньоекономічною діяльності. Посібник складається з п’яти частин (Part I—V), до кожної частини додаються ключі та глосарій (англо-український словник). Запропонований комплекс вправ та завдань реалізується на основі кредитно-модульної організації навчання та враховує різний рівень підготовки студентів, різний рівень швидкості сприйняття та засвоєння матеріалу, сприяє індивідуалізованому вирішенню проблем, які виникають у процесі самостійної підготовки до заняття. Оригінальні англомовні тексти з численними вправами та завданнями висвітлюють різні аспекти англійського ділового спілкування[5].
4. Ділові усні та писемні переговори англійською мовою : навчальний посібник для вузів / Оксана Павлівна Биконя. — Київ : Центр навчальної літератури, 2006. — 485 с. — Бібліогр.: с. 481—483. — На англ., укр. яз. — ISBN 966-364-158-4[6].
5. Ділова англійська мова: навчальний посібник для студ. вузів [Електронний ресурс] / О. П. Биконя. — Вінниця : Нова книга, 2010. — 310 с.[7].

### Список наукових праць
1. Биконя О. П. Автоматизації формування завдань до комп’ютерного тесту з ділової англійської мови // Наукові записки. Серія «Психолого-педагогічні науки» (Ніжинський державний університет імені Миколи Гоголя) / за заг. ред. проф. Є. І. Коваленко. — Ніжин : НДУ ім. М. Гоголя, 2011. — № 9. — С. 73-75. (фахова)
2. Биконя О. П. Дидактичні основи створення навчально-методичних комплексів з комп’ютерною підтримкою у навчанні англійської мови // / Наукові записки Ніжинського державного університету імені Миколи Гоголя. — Ніжин: Вид-во НДУ імені Миколи Гоголя, 2011. — Вип. 2. — С. 51—53. (фахова)
3. Биконя О. П. Електронний кейс з ділової англійської мови у самостійній позааудиторній роботі студентів економічних спеціальностей // Збірник наукових праць «Педагогічний процес: теорія і практика». — К.: Вид. центр КНЛУ, 2012. (фахова)
4. Биконя О. П. Електронний підручник з англійської мови як засіб забезпечення самостійної роботи студентів немовних спеціальностей // Теоретичні питання культури, освіти та виховання: Збірник наук. праць / За ред. М. Б. Євтуха; укладач О. В. Михайличенко. — К.: Вид. центр КНЛУ, 2011. — № 43. — С. 81—82. (фахова)
5. Биконя О. П. Загально-дидактичні принципи навчання майбутніх економістів ділового англомовного говоріння // Науковий випуск Чернівецького університету «Педагогіка та психологія»: Збірник наукових праць. — Чернівці: Чернівецький нац. ун-т, 2011. — № 577. — С. 11—16. (фахова)
6. Биконя О. П. Использование учебно-методических комплексов с электронным носителем при обучении студентов неязыковых специальностей английскому языку // сб. материалов научно-практич. конф. «Лингвокультурное образование в системе вузовской подготовки специалистов», Брест, 19—20 ноября 2011 г. / Брест. гос. ун-т имени А. С. Пушкина; редкол.: А. Н. Гарбалев [и др.]; под общ. ред. А. Н. Сендер. — Брест: БрГУ, 2011. — С.41—44.
7. Биконя О. П. Інноваційні підходи у навчанні ділової англійської мови самостійно та позааудиторно у вищих навчальних закладах // Матеріали V Міжнародної науково-практичної конференції «Лінгвістичні проблеми та інноваційні підходи до викладання чужоземних мов у вищих навчальних закладах». — Л.: ЛДУ БЖД, 2012. — С. 22.
8. Биконя О. П. Мета та зміст самостійного оволодіння англомовним діловим писемним мовленням майбутніми економістами // Наукові записки. Серія «Філологічна». Острог: Видавництво Національного університету «Острозька академія». — Вип. 20. — 2012. (фахова)
9. Биконя О. П. Оптимізація самостійної роботи з англійської мови студентів економічних спеціальностей засобами інформаційно-комунікаційних технологій // Львів: ЛДУ БЖД, 2012. (фахова)
10. Биконя О. П. Організація самостійної діяльності студентів ділової англійської мови з використанням комп’ютера // Наукові записки. Серія «Філологічна». Острог: Видавництво Національного університету «Острозька академія». — Вип. 19. — 2011. — С. 409—412. (фахова)
11. Биконя О. П. Особливості навчання ділової англійської мови студентів економічних спеціальностей // Вісник КНЛУ. Серія Педагогіка та психологія. — К.: Вид. центр КНЛУ, 2011. — Вип. 20. — С. 150—157. (фахова)
12. Биконя О. П. Проблема застосування інформаційно-комунікаційних технологій при викладанні англійської мови за професійним спрямуванням // Вісник Чернігівського національного педагогічного університету: Збірник. — Чернігів: ЧДПУ, 2011. — № 85. — С. 26—28. (фахова)
13. Биконя О. П. Психолого-педагогічні передумови самостійної роботи з англійської мови студентів немовних спеціальностей // Теоретичні питання культури, освіти та виховання: Збірник наук. праць / За ред. М. Б. Євтуха; укладач О. В. Михайличенко. — К.: Вид. центр КНЛУ, 2011. — № 44. — С. 56—59.(фахова)
14. Биконя О. П. Форми та види самостійної позааудиторної роботи з англійської мови в економічному вищому навчальному закладі // Теоретичні питання культури, освіти та виховання: Збірник наук. праць / За ред. М. Б. Євтуха; укладач О. В. Михайличенко. — К.: Вид. центр КНЛУ, 2012. — № 45.(фахова)
15. Биконя О. П. Цілі та принципи самостійної позааудиторної роботи з англійської мови студентів економічних спеціальностей // Матеріали Міжнародної науково-практичної конференції «Україна і світ: діалог мов та культур». — К.: Вид. центр КНЛУ, 2012.
16. Биконя О. П. Оптимізація самостійної роботи з англійської мови студентів економічних спеціальностей засобами інформаційно-комунікаційних технологій / Биконя О. П. // Збірник наукових праць «Вісник Львівського державного університету безпеки життєдіяльності». Частина II. — Л.: ЛДУ БЖД, 2012. — № 5. — С. 42—46.
17. Биконя О. П. Електронний кейс з ділової англійської мови у самостійній позааудиторній роботі студентів економічних спеціальностей / Биконя О. П. // Збірник наукових праць «Педагогічний процес: теорія і практика». — Вип. 3. — 2012. — С. 38—48.
18. Биконя О. П. Форми та види самостійної позааудиторної роботи з англійської мови в економічному вищому навчальному закладі / Биконя О. П. // Теоретичні питання культури, освіти та виховання: Збірник наук. праць / За ред. М. Б. Євтуха; укладач О. В. Михайличенко. — К.: Вид. центр КНЛУ, 2012. — № 45. — С. 90—93
19. Technique for self-study oral and writing business English / Биконя О. П. // Науковий випуск Чернівецького університету «Педагогіка та психологія»: Збірник наукових праць. — Чернівці: Чернівецький нац. ун-т, 2012. — № 5. — С. 37-42.
20. Биконя О. П. New technologies of vocationally oriented English learning which leading to autonomy of students / О. П. Биконя // Сучасні тенденції розвитку іншомовної освіти у середній та вищій школі: стан, проблеми, перспективи [Текст] : збірник матеріалів науково-практичного семінару / за ред. канд. пед. наук, доцента В. П. Іванишиної — Чернігів: ЧДТУ, 2012. — С. 55—59.

### Праці для здобування наукового ступеня[1]
- [Д] (2017) Теоретико-методичні засади самостійної позааудиторної роботи з англійської мови студентів економічних спеціальностей
- [К] (2006) Навчання майбутніх економістів ділових усних та писемних переговорів англійською мовою

### Наукова періодика[1]
2011
- Електронний підручник з англійської мови як засіб забезпечення самостійної роботи студентів немовних спеціальностей
- Психолого-педагогічні умови самостійної роботи з англійської мови студентів немовних спеціальностей

2012
- Вимоги до рівня володіння студентами економічних спеціальностей англомовною комунікативною компетентністю у діловому говорінні
- Форми та види самостійної позааудиторної роботи з англійської мови в економічному вищому навчальному закладі

2013
- Вимоги до електронного посібника для самостійного оволодіння майбутніми економістами англомовним діловим говорінням та письмом
- Відбір відео і аудіофонограм для самостійного позааудиторного навчання ділового англомовного говоріння та письма
- Методичні вимоги щодо використання електронного посібника у навчанні ділового англомовного говоріння та письма
- Особливості навчання студентів ділової англомовної презентації з використанням ІКТ
- Тестовий контроль рівня володіння англомовними продуктивними компетентностями з використанням електронного посібника

2014
- Використання інформаційно-комунікаційних технологій у навчанні студентів ведення ділових англомовних засідань
- Модель організації самостійної позааудиторної роботи з ділової англійської мови засобами електронного посібника
- Самостійна позааудиторна робота з англійської мови та реалізація її в електронному посібнику

2015
- Вимоги до рівня володіння майбутніми економістами англомовною компетентністю у діловому письмі
- Навчання майбутніх фахівців написання англомовних ділових листів з використанням електронного посібника «Cool businessman»
- Система вправ для самостійного позааудиторного навчання англомовного ділового говоріння та письма засобами електронного посібника

2016
- Особистісно-діяльнісний підхід до самостійного позааудиторного навчання англомовного ділового говоріння та письма
- Системний підхід до вирішення проблеми організації самостійної позааудиторної роботи студентів у навчанні англійської мови
- Функціональні компоненти діяльності викладача та студентів у самостійній позааудиторній роботі з англійської мови з використанням мультимедійного електронного посібника

## Список джерел
1. 1 2 3  Биконя Оксана Павлівна. www.irbis-nbuv.gov.ua. Архів оригіналу за 13 березня 2022. Процитовано 25 травня 2018.
2. ↑  Биконя Оксана Павлівна. socwork.stu.cn.ua. Архів оригіналу за 26 травня 2018. Процитовано 25 травня 2018. [Архівовано 2018-05-26 у Wayback Machine.]
3. ↑  Биконя, О. П. Ділова англійська мова. [англ].: Навчальний посібник для ВНЗ (англ.). Нова Книга. ISBN 9789663822792.
4. ↑  Биконя, О. П. Ділова англійська мова.: Книга для викладача (англ.). Нова Книга. ISBN 9789663822815.
5. ↑  Биконя, О. П. Завдання для самостійної роботи з англійської мови за професійним спрямуванням. [англ].: Навчальний посібник (англ.). Нова Книга. ISBN 9789663822808.
6. ↑  Биконя, О. П. Ділові усні та писемні переговори англійською мовою — Електронний каталог ЦНБ Харківського національного університету імені В. Н. Каразіна. library.univer.kharkov.ua. Процитовано 25 травня 2018.{{cite web}}:  Обслуговування CS1: Сторінки з параметром url-status, але без параметра archive-url (посилання)
7. ↑  Биконя, О. П. Ділова англійська мова: навчальний посібник для студ. вузів [Електронний ресурс] — Наукова бібліотека Одеського Національного університету імені І. І. Мечникова. liber.onu.edu.ua. Процитовано 25 травня 2018.